# La Bastide-Solages
 La Bastide-Solages  là một xã ở tỉnh Aveyron, thuộc vùng Occitanie ở miền nam nước Pháp.